# Waiting for Guffman
Pour plus de détails, voir Fiche technique et Distribution.
Waiting for Guffman est un film américain réalisé par Christopher Guest et sorti en salles en 1996.

## Fiche technique
- Titre : Waiting for Guffman
- Réalisation : Christopher Guest
- Scénario : Christopher Guest et Eugene Levy
- Musique : Christopher Guest, Michael McKean et Harry Shearer
- Directeur de la photographie : Roberto Schaefer
- Montage : Andy Blumenthal
- Création des décors : Joseph T. Garrity
- Direction artistique : John Frick
- Décorateur de plateau : Jenny C. Patrick
- Création des costumes : Julie Carnahan
- Ingénieur du son : Dave Bergstrom
- Productrice : Karen Murphy
- Productrice associée : Ginger Sledge
- Sociétés de production : Castle Rock Entertainment, Pale Morning Dun, All Night Productions et Sony Pictures Classics
- Société de distribution : Sony Pictures Classics (cinéma) • Warner Home Video (VHS, DVD)
- Pays de production :  États-Unis
- Langue : anglais
- Budget : 4 000 000 USD
- Format : 1.85:1 • 35 mm • couleur • son Dolby, SDDS
- Genre : comédie
- Durée : 84 minutes
- Dates de sortie en salles : 
  - États-Unis : 21 août 1996 (festival de Boston)
  - États-Unis : 31 janvier 1997

## Distribution
- Christopher Guest : Corky St. Clair
- Fred Willard : Ron Albertson
- Catherine O'Hara : Sheila Albertson
- Eugene Levy : Dr. Allan Pearl
- Parker Posey : Libby Mae Brown
- Bob Balaban : Lloyd Miller
- Deborah Theake : Gwen Fabin-Blunt, councilwoman
- Michael Hitchcock : Steve Stark, councilman
- Scott Williamson : Tucker Livingston, councilman
- Larry Miller : Glenn Welsch, le maire
- Don Lake : Phil Burgess, historien de Blaine
- David Cross : UFO Expert
- James McQueen : singing auditioner
- Turk Pipkin : ping pong ball juggler
- Jerry Turman : Raging Bull auditioner
- Paul Dooley : UFO abductee
- Linda Kash : Mrs. Allan Pearl
- Lewis Arquette : Clifford Wooley
- Matt Keeslar : Johnny Savage
- Brian Doyle-Murray : Red Savage
- Miriam Flynn : costume dresser
- Jill Parker-Jones : stage manager
- Margaret Bowman : costume designer
- Paul Benedict : Roy Loomis

La liste des acteurs ci-dessous sont ceux qui ne sont pas crédités au générique.
- James Douglas : theater attendant
- Shane Felux : DQ worker / crowd
- Frances Fisher : Rita Savage
- Jean Fuller : Jean
- Joseph T. Garrity : TV commercial director
- Kathy Lamkin : beautiful dreamer auditioner
- Bob Odenkirk : caped man at auditions